# ماركينيوس
ماركوس آواس كوريا (بالبرتغالية: Marcos Aoás Corrêa) (مواليد 14 مايو 1994) ويعرف باسم ماركينيوس. هو لاعب كرة قدم برازيلي محترف يلعب كمدافع لنادي باريس سان جيرمان في الدوري الفرنسي، وقائده، كما يلعب مع المنتخب البرازيلي. بشكل يلعب أساسي كقلب دفاع، ولكن يمكنه اللعب أيضًا كظهير أيمن أو وسط دفاعي.
بدأ مسيرته الإحترافية في كورينثيانز، وبعد فوزه بكوبا ليبرتادوريس 2012 انتقل إلى روما مقابل 3 ملايين يورو. كان ماركينيوس لاعبًا عاديًا في موسمه الوحيد حيث وصل روما إلى نهائي كأس إيطاليا. في يوليو 2013، انتقل إلى باريس سان جيرمان مقابل 31.4 مليون يورو بموجب عقد مدته خمس سنوات، وهو أحد أعلى رسوم الانتقال للاعب تحت سن العشرين. وقد فاز بـ 23 لقباً مع النادي، من بينها ستة ألقاب في الدوري الفرنسي. لعب ماركينيوس بشكل أقل بعد قدوم مواطنه دافيد لويز في عام 2014، وعاد إلى مكانه الأساسي بعد بيع الأخير في عام 2016.
لعب ماركينيوس أول مباراة دولية له مع البرازيل في عام 2013، وكان جزءًا من فريقهم تحت 21 سنة الذي فاز ببطولة تولون 2014. كما مثل منتخب بلاده في كوبا أمريكا 2015 وكوبا أمريكا المئوية في العام التالي، وفاز بالميدالية الذهبية في أولمبياد 2016، وشارك في كأس العالم 2018 ثم كوبا أمريكا 2019، وقد فاز بالبطولة الأخيرة.

## مسيرته الكروية

### كورينثيانز
انضم ماركينيوس إلى كورينثيانز في سن الثامنة في عام 2002. بعد فوزه بكأس الدولة للناشئين، تم ضمه لأول مرة إلى تشكيلة الفريق الأول في 29 يناير 2012، وبقي بديلاً لم يشارك في مباراة الفوز 1–0 على أرضه أمام لينينس في بطولة باوليستا. شارك لأول مرة في المسابقة في 18 فبراير، حيث لعب 90 دقيقة كاملة من الفوز بنفس النتيجة أمام ساو كايتانو. لعب ثماني مباريات على مدار الموسم.
بعد اختتام بطولة الولاية، لعب ماركينيوس أول مباراة له في الدوري البرازيلي الدرجة الأولى في 20 مايو 2012، حيث لعب 90 دقيقة كاملة في الخسارة 0–1 أمام فلومينينسي على ملعب باكايمبو. لعب ست مباريات في البطولة الوطنية، وكان بديلاً لم يشارك حيث فاز النادي بنهائي كوبا ليبرتادوريس 2012 ضد بوكا جونيورز.

### روما
في يوليو 2012، وقع ماركينيوس مع نادي روما الإيطالي قادمًا من نادي كورينثيانز. كان الانتقال في البداية عبارة عن إعارة لمدة عام واحد مقابل رسوم قدرها 1.5 مليون يورو، وارتفع إلى 3 ملايين يورو بعد أن شارك في ثماني مباريات مع الفريق الأول لمدة 45 دقيقة على الأقل. في روما، لعب تحت اسم «ماركوس» المطبوع على قميصه لتجنب الالتباس مع زميله ماركينيو.
شارك ماركينيوس لأول مرة في 16 سبتمبر في مباراة الخسارة 2–3 أمام بولونيا على ملعب أولمبيكو، أشركه المدرب زدينيك زيمان ليحل محل إيفان بيريس في آخر 15 دقيقة من المباراة. بحلول أكتوبر، قرر زيمان أن يشرك ماركينيوس بسبب سرعته إلى جانب زميله السابق في فريق كورينثيانز وزميله البرازيلي لياندرو كاستان في وسط الدفاع، واجلاس اللاعب السابق نيكولاس بورديسو في مقاعد البدلاء. تلقى بطاقة حمراء مباشرة في مباراة الفوز 4–2 على ميلان في 22 ديسمبر عندما حرم ستيفان الشعراوي من فرصة تسجيل هدف واضحة.
لعب ماركينيوس 26 مباراة في الدوري الإيطالي في موسمه الوحيد، وأربع مباريات في كأس إيطاليا. وشمل ذلك 90 دقيقة كاملة من المباراة النهائية في 26 مايو، حيث لعب في مركز الظهير الأيمن حيث خسر روما 0–1 أمام غريمه لاتسيو.

### باريس سان جيرمان

#### 2013–14: الانتقال والموسم الأول
في 19 يوليو 2013، وقع ماركينيوس صفقة مدتها خمس سنوات مع نادي باريس سان جيرمان الفرنسي مقابل 31.4 مليون يورو. وفقًا لبي بي سي سبورت، كانت هذه أعلى رسوم انتقال لمراهق، على الرغم من أن قناة سكاي سبورت ذكرت أنها خامس أعلى عملية انتقال من هذا القبيل، وسجلت لي 10 سبورت الفرنسية ذلك في المرتبة الثالثة. ووصفت قناة بي أف أم الصفقة بأنها خامس أغلى مدافع على الإطلاق، بعد ريو فرديناند وتياغو سيلفا وليليان تورام وداني ألفيس. تعرض انتقال ماركينيوس للتهديد من خلال حالات شاذة في فحصه الطبي، وغاب عن زيارة الفريق في تحضيرات ما قبل الموسم إلى السويد. قالت والدته إنه أصيب بفيروس، ونفى باريس سان جيرمان المزاعم التي نشرتها صحيفة لو باريزيان بأنه مصاب بالتهاب الكبد. في أول مشاركة رسمية له مع النادي في 17 سبتمبر، سجل ماركينيوس هدفه الرسمي الأول ليؤكد فوزه 4–1 على أولمبياكوس في ملعب كارايسكاكيس في مرحلة المجموعات من دوري أبطال أوروبا 2013–14. بعد خمسة أيام، شارك ماركينيوس لأول مرة في الدوري الفرنسي كأساسي في التعادل 1–1 ضد موناكو. سجل هدفه الأول في الدوري مع النادي في 28 سبتمبر، وهو الأول في الفوز 2–0 على تولوز. في 2 أكتوبر، سجل الهدف الثاني في الفوز 3–0 بدوري أبطال أوروبا ضد بنفيكا. أعرب ماركينيوس، الذي كان يلعب بسبب إصابة تياغو سيلفا، عن دهشته من مستوى أهدافه في بداية مسيرته في باريس سان جيرمان. سجل ماركينيوس الهدف الأخير في فوز باريس سان جيرمان بنتيجة 6–1 في مجموع المباراتين على باير ليفركوزن في دور الستة عشر لدوري أبطال أوروبا في 12 مارس 2014، وكان بديلاً لم يشارك حيث فاز في نهائي كأس الرابطة الفرنسية 2014 ضد ليون في 19 أبريل. في 10 مايو، سجل الهدف الافتتاحي للفوز 3–1 على ليل، مما جعل باريس سان جيرمان بطل الدوري في ذلك الوقت بسجل نقاط قياسي بلغ 86 نقطة مع تبقي مباراة أخيرة.

#### 2014–15: أول ثلاثية محلية
بدأ ماركينيوس موسم 2014–15 في 2 أغسطس في كأس الأبطال الفرنسي 2014، حيث لعب 90 دقيقة كاملة حيث فاز باريس سان جيرمان 2–0 على غانغون على ملعب العمال في بكين. في الدقيقة 32، تسبب بركلة جزاء بعرقلته لكلاوديو بيوفيو، لكن سالفاتوري سيريغو تصدى لركلة الجزاء الذي نفذها مصطفى ياتاباري. سجل هدفه الأول هذا الموسم في الفوز 2–0 على كاين في 24 سبتمبر، برأسه في من ركنية نفذها خافيير باستوري. في 26 مارس 2015، وقع ماركينيوس على تمديد عقده لمدة عام واحد لإبقائه في الفريق حتى عام 2019. وقال رئيس النادي ناصر الخليفي: «كانت أكبر الأندية الأوروبية مهتمة بالتوقيع مع ماركينيوس، لذا فإن تمديد العقد هذا يعزز طموح باريس طويل الأمد». بصفته الظهير الأيمن في الدفاع البرازيلي بالكامل (إلى جانب ماكسويل وتياغو سيلفا ودافيد لويز)، شارك ماركينيوس في فوز باريس سان جيرمان 3–2 على مارسيليا في الكلاسيكو، وسجل هدف التعادل. بعد ستة أيام، شارك كأساسي في الفوز 4–0 على باستيا في كأس الرابطة الفرنسية 2015–16، مباراته الرابعة والثلاثين على التوالي دون هزيمة مع النادي، متجاوزًا الرقم القياسي الذي كان يحمله جورج ويا. في 16 مايو، فاز باريس سان جيرمان بلقب الدوري للمرة الثالثة على التوالي بفوزه 2–1 على مونبلييه، حيث لعب ماركينيوس آخر 12 دقيقة بدلاً من يوهان كاباي. بعد أسبوعين، كان بديلاً لم يشارك حيث أنهى الفريق موسمًا محليًا مثاليًا بفوزه في نهائي كأس فرنسا ضد أوكسير.

#### 2015–16: الانتقال الدرامي ونهائيات الكأس

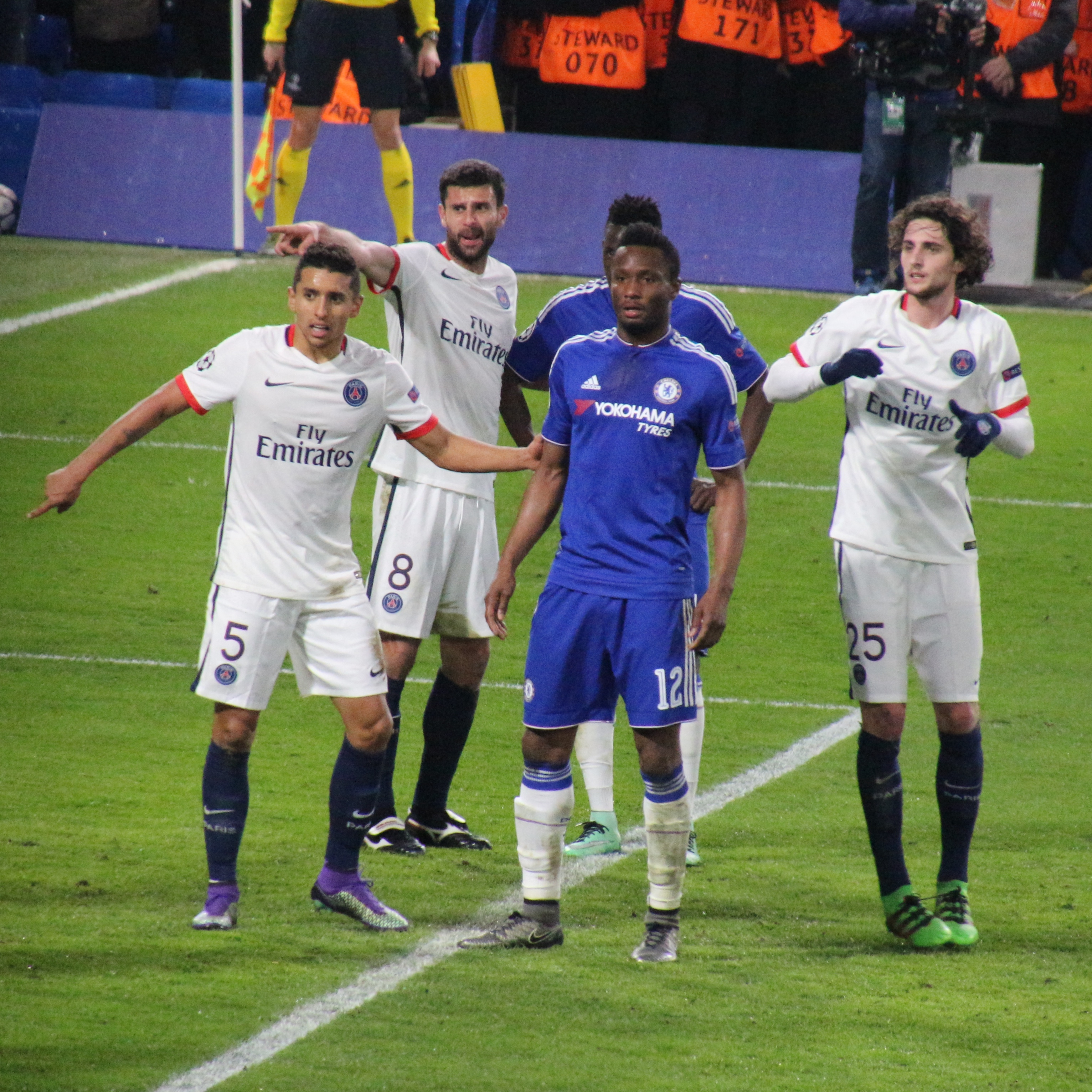
ماركينيوس (باللون الأبيض، رقم 5) في مباراة في بدوري أبطال أوروبا ضد تشيلسي في مارس 2016

بدأ باريس سان جيرمان موسم 2015–16 بفوزه 2–0 على ليون في كأس الأبطال الفرنسي 2015، لكن ماركينيوس لم يشارك حيث لعب سيرج أورييه في مركز الظهير الأيمن. في نهاية فترة الانتقالات الصيفية، رُفض عرضي تشيلسي للتوقيع معه بمبالغ تتراوح بين 25.7 و40.4 مليون جنيه إسترليني. نادرًا ما شارك كأساسي ماركينيوس خلال الموسم، بسبب شراكة مواطنيه سيلفا ودافيد لويز في قلب دفاع باريس سان جيرمان. أحد المدافعين السابقين للفريق، أليكس، أوصى ماركينيوس بمغادرة الفريق، لأنه كان مطلوبًا من الفرق الكبيرة التي ستتاح له فرصة اللعب فيها. في فبراير 2016، انتقد سيلفا الوكالة التي تمثل ماركينيوس و دافيد لويز لقيادتها لاعبين من نفس المركز إلى نفس النادي، مما حد من فرص ماركينيوس؛ وأشار سيلفا إلى اهتمام برشلونة باللاعب. صرح مدرب باريس سان جيرمان لوران بلان أنه سيكون متقبلًّا لمغادرة ماركينيوس في نهاية الموسم، بينما أكد الوكيل جوليانو بيرتولوتشي أن ماركينيوس سيغادر.
في 2 مارس، سجل ماركينيوس هدفه الأول هذا الموسم حيث فاز باريس سان جيرمان 3–1 في سانت إتيان في ربع نهائي كأس فرنسا. في 23 أبريل، لعب في الفوز 2–1 على ليل في نهائي كأس الرابطة الفرنسية 2016، وقد فعل ذلك مرة أخرى في 21 مايو في نهائي كأس فرنسا 2016، بفوزه 4–2 على مارسيليا، حيث فاز باريس بجميع الكؤوس المحلية الأربعة للموسم الثاني على التوالي.

#### 2016–17: الهدفالكلاسيكيومفاوضات العقد
غاب ماركينيوس عن فوز باريس سان جيرمان في كأس الأبطال الفرنسي 2016 في أغسطس بسبب اختياره في منتخب البرازيل في الأولمبياد. توقع جوناثان جونسون، الصحفي من إي إس بي إن، أن يشارك ماركينيوس بشكل أكبر خلال الموسم، حيث قام المدير الجديد أوناي إيمري ببيع دافيد لويز إلى تشيلسي. سجل هدفه الأول هذا الموسم في 26 فبراير 2017، ليفتتح الفوز 5–1 على غريمه مارسيليا؛ قبل المباراة أكد أنه يجري محادثات بشأن عقد جديد مع النادي. في 26 أبريل، سجل الهدف الأخير للفوز 5–0 على منافسه على اللقب موناكو في نصف نهائي كأس فرنسا، وشارك كأساسي بجانب سيلفا في الفوز 1–0 على أنجيه بعد شهر في المباراة النهائية. قال ماركينيوس يوم 14 مايو إن فرصة بقاءه في النادي في الموسم التالي هي «100%».

#### 2017–18، 2018–19: النجاح المحلي
بدأ ماركينيوس موسم 2017–18 في 29 يوليو، حيث فاز باريس سان جيرمان بنتيجة 2–1 في كأس الأبطال الفرنسي 2017 في ملعب طنجة في المغرب. في 30 يناير 2018، سجل في الفوز 3–2 في نصف النهائي على رين، لكنه لم يشارك في الفوز بالنهائي 3–0 على موناكو حيث أخذ الشاب بريسنيل كيمبيمبي مكانه. فاز باريس سان جيرمان بجميع المسابقات المحلية الأربع على مدار الموسم، وأخبر ماركينيوس لو فيغارو في نهاية الموسم أنه سيبقى في النادي.

#### 2019–20: النهائي الأوروبي
في 12 أغسطس 2020، سجل ماركينيوس هدف التعادل المتأخر ضد أتالانتا في ربع نهائي دوري أبطال أوروبا، مما أدى إلى عودة متأخرة لفريق باريس سان جيرمان ليفوز 2–1. في 18 أغسطس، سجل ماركينيوس في فوز 3–0 على آر بي لايبزيغ في الدور نصف النهائي من المسابقة، والتي شهدت وصول باريس سان جيرمان إلى نهائي دوري أبطال أوروبا للمرة الأولى في تاريخه. في النهائي خسر باريس سان جيرمان 1–0 أمام في 23 أغسطس.

#### 2020–21: قيادة النادي
تم تعيين ماركينيوس كقائد لنادي باريس سان جيرمان في 15 سبتمبر 2020، خلفًا لتياغو سيلفا في هذا الدور. سجل هدفه الأول هذا الموسم في مباراة ضد نيس بعد خمسة أيام. في 2 ديسمبر، سجل ماركينيوس الهدف الثاني لباريس سان جيرمان في الفوز 3–1 على مانشستر يونايتد في مرحلة المجموعات بدوري أبطال أوروبا.
في يناير 2021، لعب ماركينيوس مباراته رقم 300 مع باريس سان جيرمان ضد مارسيليا، ودخل أيضًا قائمة أفضل 10 صانعين للنادي على الإطلاق.

## مسيرته الدولية

### الشباب وأول ظهور
لعب ماركينيوس جميع الدقائق مع البرازيل في بطولة أمريكا الجنوبية تحت 17 سنة لكرة القدم 2011، حيث فازوا وتأهلوا لكأس العالم في ذلك العام لتلك الفئة. كان مرة أخرى لاعبًا أساسيًا بلا منازع باستثناء مباراة واحدة في تلك البطولة، حيث احتل الفريق المركز الرابع في المكسيك.
في أكتوبر 2013، صرح ماركينيوس، الذي يحمل كلا الجنسيتين البرتغالية والبرازيلية، أنه سيكون منفتحًا لتمثيل المنتخب البرتغالي. ومع ذلك، في وقت لاحق من ذلك الشهر، تلقى أول استدعاء له للمشاركة مع البرازيل عندما اختاره لويس فيليبي سكولاري لفريقه في مباريات ودية ضد هندوراس وتشيلي ستلعب في نوفمبر. شارك لأول مرة ضد هندوراس في ميامي في 17 نوفمبر، ليحل محل ديفيد لويز في آخر 20 دقيقة من الفوز 5–0.
لعب ماركينيوس مع البرازيل تحت 21 سنة في بطولة تولون 2014، وشارك في جميع مبارياته الخمس حيث فاز منتخبه بالبطولة. وسجل في النهائي الذي انتهى بنتيجة 5–2 على فرنسا.

### 2016: الميدالية الذهبية الأولمبية وكوبا أمريكا المئوية

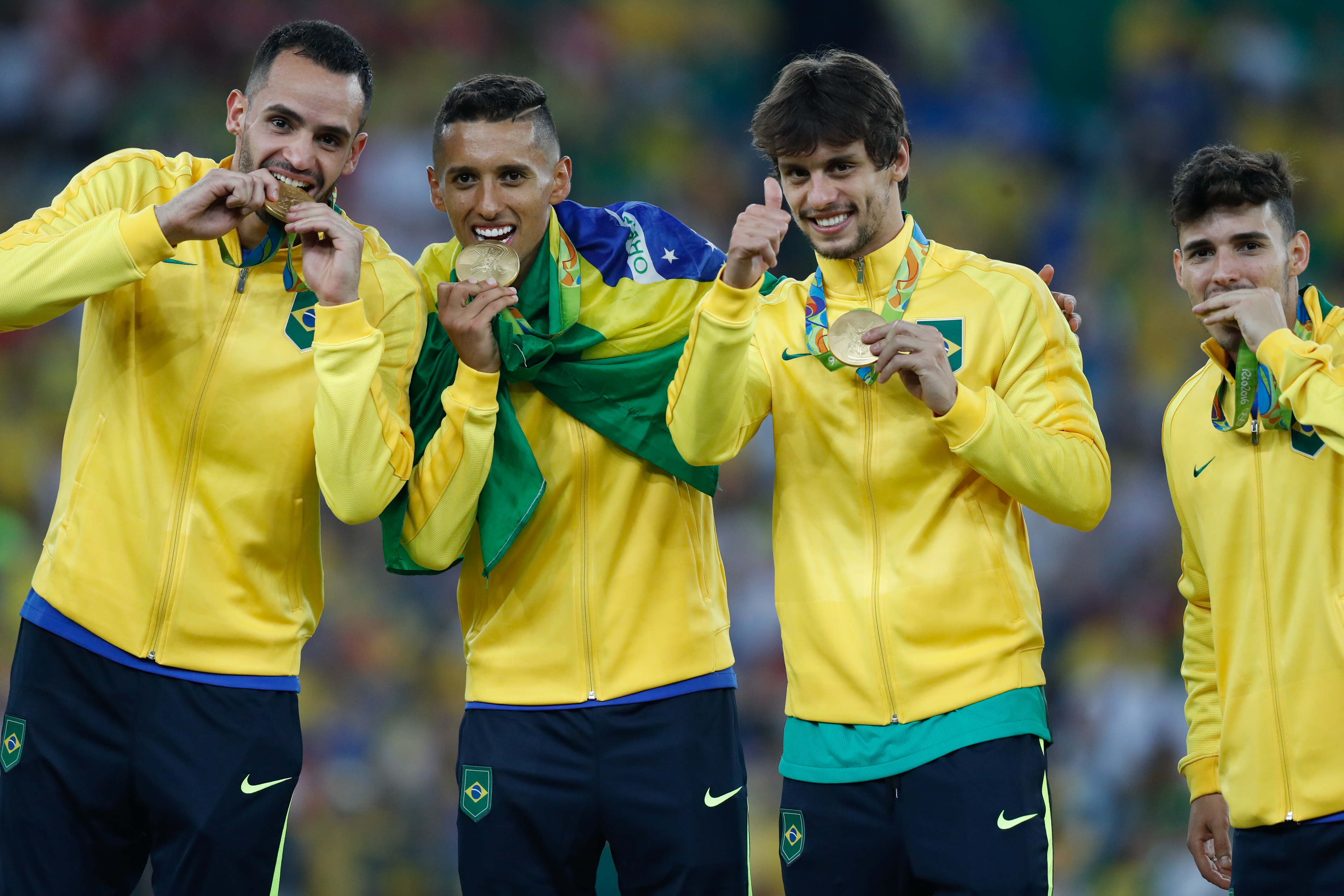
ماركينيوس (الثاني من اليسار) يحتفل بالميدالية الذهبية للبرازيل في أولمبياد 2016

بعد غيابه عن كأس العالم 2014 على أرضه، عاد ماركينيوس إلى الفريق الأول في سبتمبر 2014 تحت قيادة المدرب الجديد دونغا. شارك في انتصارات ودية على كولومبيا والإكوادور في ميامي، أول مباراة كأساسي له كانت ضد الأخيرة.
أدرج ماركينيوس في المنتخب البرازيلي لكوبا أمريكا 2015 في تشيلي، أول بطولة دولية كبرى له.
شارك لأول مرة في البطولة – والمشاركة الوحيدة في البطولة – في 21 يونيو في آخر مباراة بالمجموعات في، ليحل محل روبينيو في آخر 14 دقيقة من الفوز 2–1 على ملعب دافيد أريانو الأثري أمام فنزويلا الذي أرسل البرازيل إلى ربع النهائي كمتصدرين للمجموعة.
في عام 2016، تم اختيار ماركينيوس ضمن التشكيلة البرازيلية المشاركة في كوبا أمريكا المئوية في الولايات المتحدة. لعب في أول مباراتين في مركز قلب الدفاع جنبًا إلى جنب مع جيل قبل أن يتم استبداله بميراندا في مباراة المجموعات الأخيرة، حيث خسر 1–0 أمام بيرو على ملعب جيليت الذي قضى على فريقه. في وقت لاحق من ذلك العام، تم ضمه إلى الفريق لاستضافة الفريق للبطولة الأولمبية، وفي نصف النهائي ضد هندوراس في ريو دي جانيرو، سجل هدف في مباراة الفوز 6–0.

### كأس العالم 2018 وكوبا أمريكا 2019
مع إصابة سيلفا، قاد ماركينيوس البرازيل لأول مرة في 10 أكتوبر 2017 في الفوز 3–0 على تشيلي في أليانز باركي في مسقط رأسه. كانت البرازيل قد تأهلت بالفعل إلى نهائيات كأس العالم 2018، وأنهت النتيجة أمل المنافس القاري في التأهل. في مايو 2018، تم اختياره في قائمة المدرب تيتي المكونة من 23 لاعباً لنهائيات البطولة في روسيا، إلى جانب زملائه في النادي سيلفا ونيمار. سجل هدفه الدولي الأول في 11 سبتمبر، في مباراة ودية انتهت 5–0 على السلفادور.
في مايو 2019، تم ضم ماركينيوس إلى تشكيلة البرازيل المكونة من 23 لاعباً للمشاركة في بطولة كوبا أمريكا 2019 على أرضهم. في نصف النهائي ضد الأرجنتين في 2 يوليو، تم تكليف ماركينيوس بمراقبة ليونيل ميسي بينما كان يعاني من الإسهال. ساعد البرازيل للفوز 2–0 على غريمهم؛ حيث خرج في الشوط الثاني كبديل لميراندا. في 7 يوليو، شارك ماركينيوس كأساسي في فوز البرازيل 3–1 على بيرو في المباراة النهائية على ملعب ماراكانا.
في 9 أكتوبر 2020، سجل ماركينيوس هدفه الرسمي الأول مع البرازيل، برأسه في مباراة الفوز 5–0 على بوليفيا على أرينا كورينثيانز، في تصفيات كأس العالم 2022. في الشهر التالي، لعب مباراته رقم 50 في مباراة أخرى من التصفيات ضد فنزويلا.

## حياته الشخصية
في مايو 2015، صرح ماركينيوس لصحيفة لو باريزيان أنه قد خطب المغنية البرازيلية ومتنافسة تلفزيون الواقع كارول كابرينو. طلب يدها للزواج تحت برج إيفل. أقاموا حفل زفاف مدني في يونيو 2016. وُلدت ابنتهما في 1 نوفمبر 2017، حيث بدأت كابرينو المخاض مبكرًا أثناء مشاهدتها لماركينيوس وهو يلعب في مباراة بدوري أبطال أوروبا ضد أندرلخت في بارك دي برينس. ولد ابنهما في ديسمبر 2019.
في سبتمبر 2020، كانت نتيجة اختباره إيجابية لمرض فيروس كورونا 2019.
خلال مباراة بين باريس سان جيرمان ونانت في 14 مارس 2021، احتُجز والدا ماركينيوس كرهينة في عملية سطو. كان زميله في الفريق أنخيل دي ماريا في وضع مماثل، حيث كانت أسرته رهينة في عملية سطو أيضًا.

## الإحصائيات

### النادي
آخر تحديث 31 مايو 2025.
| النادي           | الموسم   | الدوري           | الدوري | الدوري  | الكأس الوطني | الكأس الوطني | كأس الدوري | كأس الدوري | قاري   | قاري    | أخرى   | أخرى    | المجموع | المجموع |
| النادي           | الموسم   | الدرجة           | الظهور | الأهداف | الظهور       | الأهداف      | الظهور     | الأهداف    | الظهور | الأهداف | الظهور | الأهداف | الظهور  | الأهداف |
| ---------------- | -------- | ---------------- | ------ | ------- | ------------ | ------------ | ---------- | ---------- | ------ | ------- | ------ | ------- | ------- | ------- |
| كورينثيانز       | 2012     | الدوري البرازيلي | 6      | 0       | —            | —            | —          | —          | —      | —       | 8      | 0       | 14      | 0       |
| روما             | 2012–13  | الدوري الإيطالي  | 26     | 0       | 4            | 0            | —          | —          | —      | —       | —      | —       | 30      | 0       |
| باريس سان جيرمان | 2013–14  | الدوري الفرنسي   | 21     | 2       | 1            | 0            | 2          | 0          | 8      | 3       | 0      | 0       | 32      | 5       |
| باريس سان جيرمان | 2014–15  | الدوري الفرنسي   | 25     | 2       | 5            | 0            | 4          | 0          | 7      | 0       | 1      | 0       | 42      | 2       |
| باريس سان جيرمان | 2015–16  | الدوري الفرنسي   | 29     | 1       | 5            | 1            | 3          | 0          | 6      | 0       | 0      | 0       | 43      | 2       |
| باريس سان جيرمان | 2016–17  | الدوري الفرنسي   | 29     | 3       | 5            | 1            | 2          | 0          | 8      | 0       | 0      | 0       | 44      | 4       |
| باريس سان جيرمان | 2017–18  | الدوري الفرنسي   | 26     | 0       | 3            | 1            | 3          | 1          | 8      | 0       | 1      | 0       | 41      | 2       |
| باريس سان جيرمان | 2018–19  | الدوري الفرنسي   | 30     | 3       | 4            | 0            | 2          | 0          | 7      | 1       | 1      | 0       | 44      | 4       |
| باريس سان جيرمان | 2019–20  | الدوري الفرنسي   | 19     | 3       | 2            | 0            | 4          | 1          | 11     | 2       | 1      | 0       | 37      | 6       |
| باريس سان جيرمان | 2020–21  | الدوري الفرنسي   | 25     | 3       | 4            | 0            | —          | —          | 10     | 3       | 1      | 0       | 40      | 6       |
| باريس سان جيرمان | 2021–22  | الدوري الفرنسي   | 32     | 5       | 0            | 0            | —          | —          | 8      | 0       | 0      | 0       | 40      | 5       |
| باريس سان جيرمان | 2022–23  | الدوري الفرنسي   | 33     | 2       | 2            | 0            | —          | —          | 8      | 0       | 1      | 0       | 44      | 2       |
| باريس سان جيرمان | 2023–24  | الدوري الفرنسي   | 21     | 0       | 4            | 0            | —          | —          | 10     | 0       | 1      | 0       | 36      | 0       |
| باريس سان جيرمان | 2024–25  | الدوري الفرنسي   | 22     | 2       | 3            | 1            | —          | —          | 16     | 0       | 1      | 0       | 42      | 3       |
| باريس سان جيرمان | المجموع  | المجموع          | 312    | 26      | 38           | 4            | 20         | 2          | 107    | 9       | 8      | 0       | 485     | 41      |
| الإجمالي         | الإجمالي | الإجمالي         | 344    | 26      | 42           | 4            | 20         | 2          | 107    | 9       | 16     | 0       | 529     | 41      |

1. ↑  المباريات في كأس الرابطة الفرنسية
2. ↑  المباريات في بطولة باوليستا
3. 1 2 3 4 5 6 7  المباريات في دوري أبطال أوروبا
4. 1 2 3 4  المباريات في كأس الأبطال الفرنسي

### المنتخب
آخر تحديث 17 نوفمبر 2020.
| المنتخب الوطني | العام   | الظهور | الأهداف |
| -------------- | ------- | ------ | ------- |
| البرازيل       | 2013    | 1      | 0       |
| البرازيل       | 2014    | 3      | 0       |
| البرازيل       | 2015    | 5      | 0       |
| البرازيل       | 2016    | 8      | 0       |
| البرازيل       | 2017    | 7      | 0       |
| البرازيل       | 2018    | 9      | 1       |
| البرازيل       | 2019    | 14     | 0       |
| البرازيل       | 2020    | 4      | 1       |
| المجموع        | المجموع | 51     | 2       |

آخر تحديث 9 أكتوبر 2020.
قائمة الأهداف والنتائج مع منتخب البرازيل الأول.
| #  | التاريخ        | المكان                                      | الخصم     | الهدف | النتيجة | المسابقة               |
| -- | -------------- | ------------------------------------------- | --------- | ----- | ------- | ---------------------- |
| 1. | 11 سبتمبر 2018 | ملعب فيديكس فيلد، لاندوفر، الولايات المتحدة | السلفادور | 5–0   | 5–0     | ودية                   |
| 2. | 9 أكتوبر 2020  | أرينا كورينثيانز، ساو باولو، البرازيل       | بوليفيا   | 1–0   | 5–0     | تصفيات كأس العالم 2022 |

## الإنجازات
كورينثيانز
- كوبا ليبرتادوريس: 2012

روما
- كأس إيطاليا الوصيف: 2012–13

باريس سان جيرمان

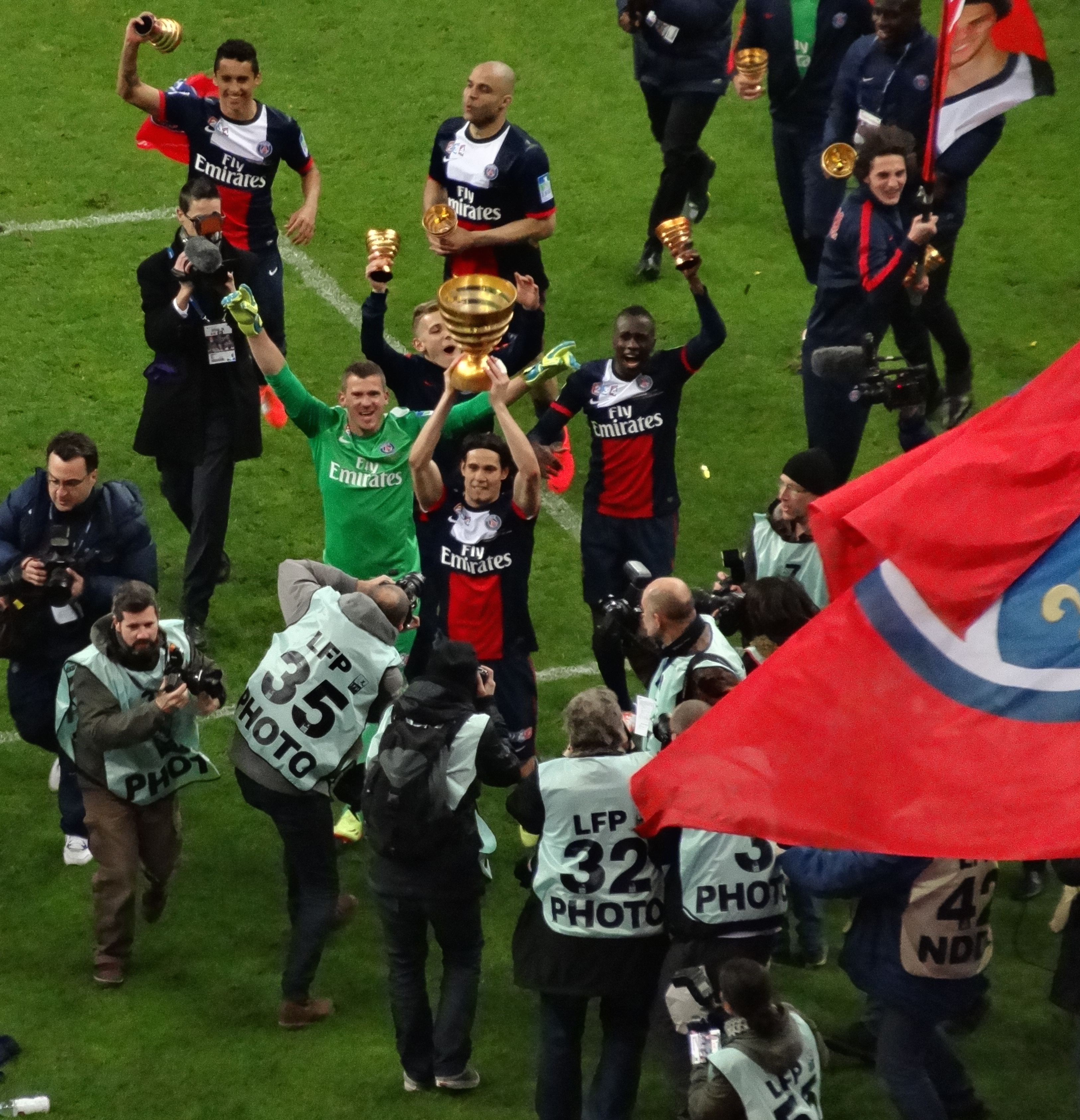
ماركينيوس (أعلى اليسار) يحتفل بفوز باريس سان جيرمان في نهائي كأس الرابطة الفرنسية 2014.

- الدوري الفرنسي: 2013–14، 2014–15، 2015–16، 2017–18، 2018–19، 2019–20، 2021–22، 2022–23، 2023–24، 2024–25
- كأس فرنسا: 2014–15، 2015–16، 2016–17، 2017–18، 2019–20، 2020–21، 2023–24، 2024–25
- كأس الرابطة الفرنسية: 2013–14، 2014–15، 2015–16، 2016–17، 2017–18، 2019–20
- كأس الأبطال الفرنسي: 2014، 2015، 2017، 2018، 2019، 2020، 2022، 2023، 2024
- دوري أبطال أوروبا: 2024–25
- كأس السوبر الأوروبي: 2025

البرازيل تحت 17 سنة
- كوبا أمريكا تحت 17 سنة: 2011

البرازيل تحت 21 سنة
- دورة تولون الدولية: 2014

البرازيل تحت 23 سنة
- الميدالية الذهبية الأولمبية: 2016[93]

البرازيل
- كوبا أمريكا: 2019[94]

الفردية
- تشكيلة العام للدوري الفرنسي من الاتحاد الوطني للاعبي كرة القدم المحترفين: 2017–18[95]
- تشكيلة الموسم لدوري أبطال أوروبا: 2019–20[96]، 2024–25

## وصلات خارجية
- ماركينيوس على موقع الاتحاد الدولي (مؤرشف)  (الإنجليزية)
- ماركينيوس على موقع الاتحاد الأوربي (الإنجليزية)
- ماركينيوس على موقع إي إس بي إن إف سي (الإنجليزية)
- ماركينيوس على موقع قاعدة بيانات كرة القدم.إي يو (الإنجليزية)
- ماركينيوس على موقع بيانات كرة القدم. دي إي (الألمانية)
- ماركينيوس على موقع ليكيب (الفرنسية)
- ماركينيوس على موقع ناشيونال فوتبول تيمز (الإنجليزية)
- ماركينيوس على موقع Soccerbase.com (لاعب) (الإنجليزية)
- ماركينيوس على موقع Soccerway.com (الإنجليزية)
- ماركينيوس على موقع عالم كرة القدم.نت (الإنجليزية)

1. 1 2 3 4 5
2. 1 2 3 4